# Bela Stena
Bелa Stena (szerbül: Бела Стена), település Szerbiában, a Raškai körzethez tartozó Raška községben.

## Népesség
- 1948-ban 915 lakosa volt.
- 1953-ban 652 lakosa volt.
- 1961-ben 745 lakosa volt.
- 1971-ben 681 lakosa volt.
- 1981-ben 646 lakosa volt.
- 1991-ben 597 lakosa volt.
- 2002-ben 491 lakosa volt, akik közül 484 szerb (98,57%), 2 montenegrói, 1 bolgár, 1 jugoszláv, 1 muzulmán, 1 német és 1 ismeretlen.